# Dardanele
Dardanele (tur. Çanakkale Boğazı) – cieśnina między Półwyspem Bałkańskim w Europie a Azją Mniejszą, łącząca Morze Egejskie z morzem Marmara. Długość 61 km, szerokość 1,3–18,5 km. Głównymi portami są Gallipoli i Çanakkale. W starożytności znana jako Hellespont.
Przez cieśninę przepływa silny prąd z morza Marmara do Morza Egejskiego. Jest pierwszym wąskim gardłem na drodze do Morza Czarnego (wraz z położonym na północ Bosforem).
Zasady transportu morskiego w obrębie Dardaneli i Bosforu reguluje konwencja z Montreux z roku 1936.

## Historia

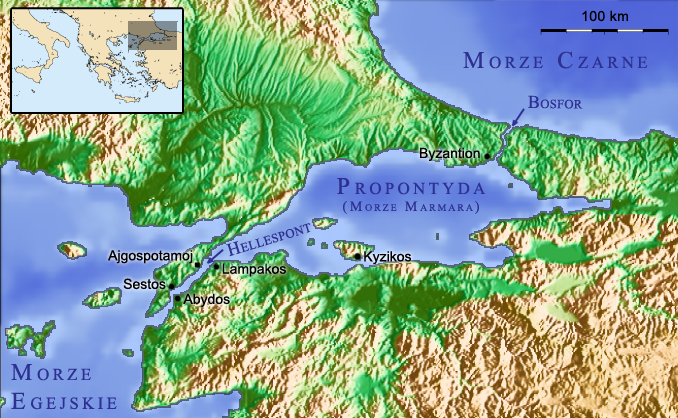
Hellespont i Propontyda w starożytności

Cieśnina stanowiła część szlaku wodnego między Europą i Anatolią. Nazwa wywodzi się od imienia mitycznej Helle, która zginęła w wodach cieśniny. Greckie Hellespontos oznacza „Morze Helle”. Tłumaczono ją także jako „szlak Hellenów”.
Wąska cieśnina była dogodnym miejscem kontroli przepływających statków, źródło bogactwa okolicznych miast. Najwcześniejszym z nich była Troja, której zniszczenie było spowodowane najprawdopodobniej chęcią zapewnienia sobie swobodnego importu metali przez Greków. W pierwszej połowie I tysiąclecia p.n.e. Grecy założyli nad Hellespontem liczne kolonie.
Wojska perskie pod koniec VI w. p.n.e. oraz w 480 r. p.n.e. przekroczyły cieśninę po moście łyżwowym.
Hellespont był newralgicznym punktem dla Aten, które były uzależnione od importu zboża z portów Morza Czarnego. Od V w. p.n.e. Ateny pobierały 10% cło od wszystkich nieateńskich statków dzięki utrzymywanej w Sestos flocie wojennej.
W roku 405 p.n.e. flota spartańska pod dowództwem Lizandra zwyciężyła flotę Aten pod Ajgospotamoj. Po tym Spartanie zablokowali import zboża, co przyczyniło się do przegranej Aten w wojnie peloponeskiej.
Podczas I wojny światowej o Dardanele toczyły się ciężkie walki.
Od 2022 roku brzegi cieśniny w pobliżu Gallipoli łączy Most Çanakkale 1915 o długości 4608 m, w chwili otwarcia najdłuższy most wiszący na świecie.